# Rajd Pneumant
Rajd Pneumant – międzynarodowy rajd samochodowy, odbywający się w NRD (od 1991 w Niemczech). Stanowił eliminację mistrzostw NRD, mistrzostw Niemiec, mistrzostw Europy i Pucharu Pokoju i Przyjaźni.

## Zwycięzcy
| Rok  | Kierowca             | Pilot                | Samochód                  | Zespół                         |
| ---- | -------------------- | -------------------- | ------------------------- | ------------------------------ |
| 1961 | Meyer                | Hankel               | Alfa Romeo GT             | RCK Team Hannover              |
| 1962 | Wolfgang Rudolph     | Günter Kittel        | Wartburg 311              | MC Wismut Karl-Marx-Stadt      |
| 1963 | Dieter Clausing      | Edgar Perduss        | Wartburg 311 GT           | MC Leipzig                     |
| 1964 | Palle Buus           | Torben Christian Arp | BMW 700 Sport             |                                |
| 1965 | Dieter Golde         | Hartmut Dressel      | Wartburg 311 GT           | MC Carl Zeiss Jena             |
| 1966 | Harald Andersen      | Robert Storgaard     | Austin Cooper S           |                                |
| 1967 | Günter Rüttinger     | Günter Bork          | Wartburg 353              |                                |
| 1968 | Pauli Toivonen       | Martti Tiukkanen     | Porsche 911 T             | Porsche KG                     |
| 1969 | Egon Culmbacher      | Wolfgang Strehlow    | Wartburg 353              | MC Eisenach                    |
| 1970 | Peter Hommel         | Günter Bork          | Wartburg 353              |                                |
| 1971 | Sobiesław Zasada     | Adam Wędrychowski    | BMW 2002 Ti               | Elan Racing Team               |
| 1972 | Sobiesław Zasada     | Andrzej Komorowski   | Porsche 911 S             | Porsche KG                     |
| 1973 | Dieter Golde         | Hartmut Dressel      | Trabant P601              | MC Carl Zeiss Jena             |
| 1974 | Horst Niebergall     | Bernhard Malsch      | Wartburg 353              | VEB Automobilwerk              |
| 1975 | Horst Niebergall     | Winfried Heitzmann   | Wartburg 353              | VEB Automobilwerk              |
| 1976 | Volker Beyer         | Karl-Heinz Weigel    | Wartburg 353              | MC KV Wittenberg               |
| 1977 | Dieter Baberski      | Ulrich Wehrhahn      | Wartburg 353 W            | MC KV Wittenberg               |
| 1978 | Jakow Agiszew        | Michaił Titow        | Moskwicz 2140             |                                |
| 1979 | Edgar Weiss          | Sieghard Weiss       | Łada 21011                | MC Wismut Karl-Marx-Stadt      |
| 1980 | Václav Blahna        | Pavel Schovánek      | Škoda 130 RS              | AZNP Škoda Mladá Boleslav      |
| 1981 | Hans-Ullrich Sonntag | Werner Schneider     | Wartburg 353 WR           | MC Wismut Karl-Marx-Stadt      |
| 1982 | Klaus-Dieter Schulze | Bernd Nessen         | Łada 21011                | MC Pneumant Riesa              |
| 1983 | Wolfgang Drexl       | Rainer Schmidt       | Łada 21011                | MC Pneumant Riesa              |
| 1984 | Wolfgang Grube       | Roland Schmidtchen   | Wartburg 353 W            | MC Leipzig                     |
| 1985 | Svatopluk Kvaizar    | Jiří Janeček         | Škoda 130 LR              | AZNP Škoda Mladá Boleslav      |
| 1986 | Eberhard Uth         | Volker Hofsommer     | Wartburg 353 W            | MC Eisenach                    |
| 1987 | Nikołaj Bolszich     | Igor Bolszich        | Łada 2105 VFTS            |                                |
| 1988 | Norbert Dyballa      | Wolfgang Rex         | Zastava 1300              | MC Tiefbau Strausberg          |
| 1989 | Hans-Peter Mehlig    | Volker Xylander      | Łada 2105 VFTS            | MC Post Berlin                 |
| 1990 | Eberhard Uth         | Volker Hofsommer     | Opel Kadett GSI 16V       | MC Eisenach                    |
| 1991 | Saku Vierimaa        | Uwe Jagals           | Lancia Delta Integrale    |                                |
| 1994 | Josef Burkhard       | Detlef Schaller      | Ford Escort RS Cosworth   |                                |
| 1995 | Matthias Moosleitner | Helmut Entress       | Ford Escort RS Cosworth   | Kathrein Renn- und Rallye Team |
| 1996 | Dieter Depping       | Fred Berssen         | Ford Escort RS Cosworth   | Car-Finish Motorsport          |
| 1997 | Matthias Kahle       | Dieter Schneppenheim | Toyota Celica GT-Four     | Toyota Castrol Deutschland     |
| 1998 | Matthias Kahle       | Dieter Schneppenheim | Toyota Corolla WRC        | Toyota Castrol Deutschland     |
| 1999 | Armin Kremer         | Fred Berssen         | Subaru Impreza S3 WRC '97 | Subaru Rallye Team Deutschland |
| 2000 | Matthias Kahle       | Dieter Schneppenheim | SEAT Córdoba WRC Evo2     | Seat Sport Deutschland         |
| 2001 | Matthias Kahle       | Dieter Schneppenheim | SEAT Córdoba WRC Evo3     | Seat Sport Deutschland         |
| 2002 | Matthias Kahle       | Peter Göbel          | Škoda Octavia WRC Evo2    | Škoda Auto Deutschland         |
| 2003 | Matthias Kahle       | Peter Göbel          | Škoda Octavia WRC Evo2    | Škoda Auto Deutschland         |
| 2004 | Matthias Kahle       | Peter Göbel          | Škoda Octavia WRC Evo2    | Škoda Auto Deutschland         |